# Eddie Gladden
Eddie Gladden (Newark; 6 de diciembre de 1937 - Newark; 30 de septiembre de 2003) fue un baterista de jazz estadounidense.

## Carrera
Gladden tocó profesionalmente desde 1962 en su ciudad natal de Newark. En 1972 comenzó a trabajar con James Moody. Durante el resto de su carrera trabajó con Eddie Jefferson, Richie Cole, Cecil Payne, Horace Silver, David Fathead Newman, Larry Young, Freddie Roach, Jimmy McGriff, Richard "Groove" Holmes, Kirk Lightsey, Clifford Jordan, Albert Dailey, Jimmy Ponder, Shirley Scott y Mickey Tucker, entre otros. Tocó en el cuarteto de Dexter Gordon desde 1977, realizando giras y grabaciones.
Murió de un ataque cardíaco en Newark a la edad de 65 años  Gladden nunca grabó como líder de sesión.

## Discografía

### Como acompañante
- New York Afternoon (Muse, 1977)
- Alto Madness (Muse, 1978)
- Keeper of the Flame (Muse, 1979)

Con Dexter Gordon
- Great Encounters (Columbia, 1978)
- Manhattan Symphonie (Columbia, 1978)
- American Classic (Elektra Musician 1982)
- Nights at the Keystone (Blue Note, 1985)
- Nights at the Keystone Volume 1 (Blue Note, 1990)
- Nights at the Keystone Volume 2 (Blue Note, 1990)
- Nights at the Keystone Volume 3 (Blue Note, 1990)
- Sophisticated Giant (Columbia, 1990)
- Ballads (Blue Note, 1991)

Con Eddie Jefferson
- Things Are Getting Better (Muse, 1974)
- Still on the Planet (Muse, 1976)
- The Live-Liest (Muse, 1979)

Con Kirk Lightsey
- Isotope (Criss Cross, 1983)
- Everything Happens to Me (Timeless, 1983)
- Kirk 'n Marcus (Criss Cross, 1987)
- Everything Is Changed (Sunnyside, 1987)
- First Affairs (Lime Tree, 1987)
- Temptation (Baystate, 1988)

Con James Moody
- Never Again! (Muse, 1972)
- Timeless Aura (Vanguard, 1976)
- Sun Journey  (Vanguard, 1976)

Con John Patton
- Blue Planet Man (King, 1993)
- This One's for Ja (DIW, 1996)

Con Freddie Roach
- Mocha Motion! (Prestige, 1967)
- My People (Soul People) (Prestige, 1967)

Con Mickey Tucker
- The New Heritage Keyboard Quartet (Blue Note, 1973)
- Triplicity (Xanadu, 1975)
- Sojourn (Xanadu, 1977)
- Mister Mysterious (Muse, 1978)
- Mister Mysterious (Muse, 1979)
- Theme for a Woogie-Boogie (Denon, 1979)

Con Larry Young
- Contrasts (Blue Note, 1967)
- Heaven on Earth (Blue Note, 1968)
- Mother Ship (Blue Note, 1980)

Con otros
- Chet Baker, Blues for a Reason (Criss Cross, 1985)
- George Cables, Circle (Contemporary, 1985)
- Ronnie Cuber, The Eleventh Day of Aquarius (Xanadu, 1978)
- Albert Dailey, Textures (Muse, 1981)
- Bruce Forman, The Bash (Muse, 1985)
- Della Griffin, I'll Get By (Muse, 1996)
- Clifford Jordan, Two Tenor Winner (Criss Cross, 1985)
- Eric Kloss, Battle of the Saxes (Muse, 1977)
- Jimmy McGriff, The Main Squeeze (Groove Merchant, 1974)
- David "Fathead" Newman, Heads Up (Atlantic, 1987)
- Jimmy Ponder, Jump (Muse, 1989)
- Jimmy Raney, The Master (Criss Cross, 1984)
- Rufus Reid, Perpetual Stroll (Theresa, 1981)
- Red Rodney, Red, White and Blues (Muse, 1978)
- John Stubblefield, Confessin' (Soul Note, 1985)
- Buddy Terry, Natural Soul (Prestige, 1968)